# Polyrhachis denticulata
Polyrhachis denticulata é uma espécie de formiga do gênero Polyrhachis, pertencente à subfamília Formicinae.